# ORP Gopło (1981)

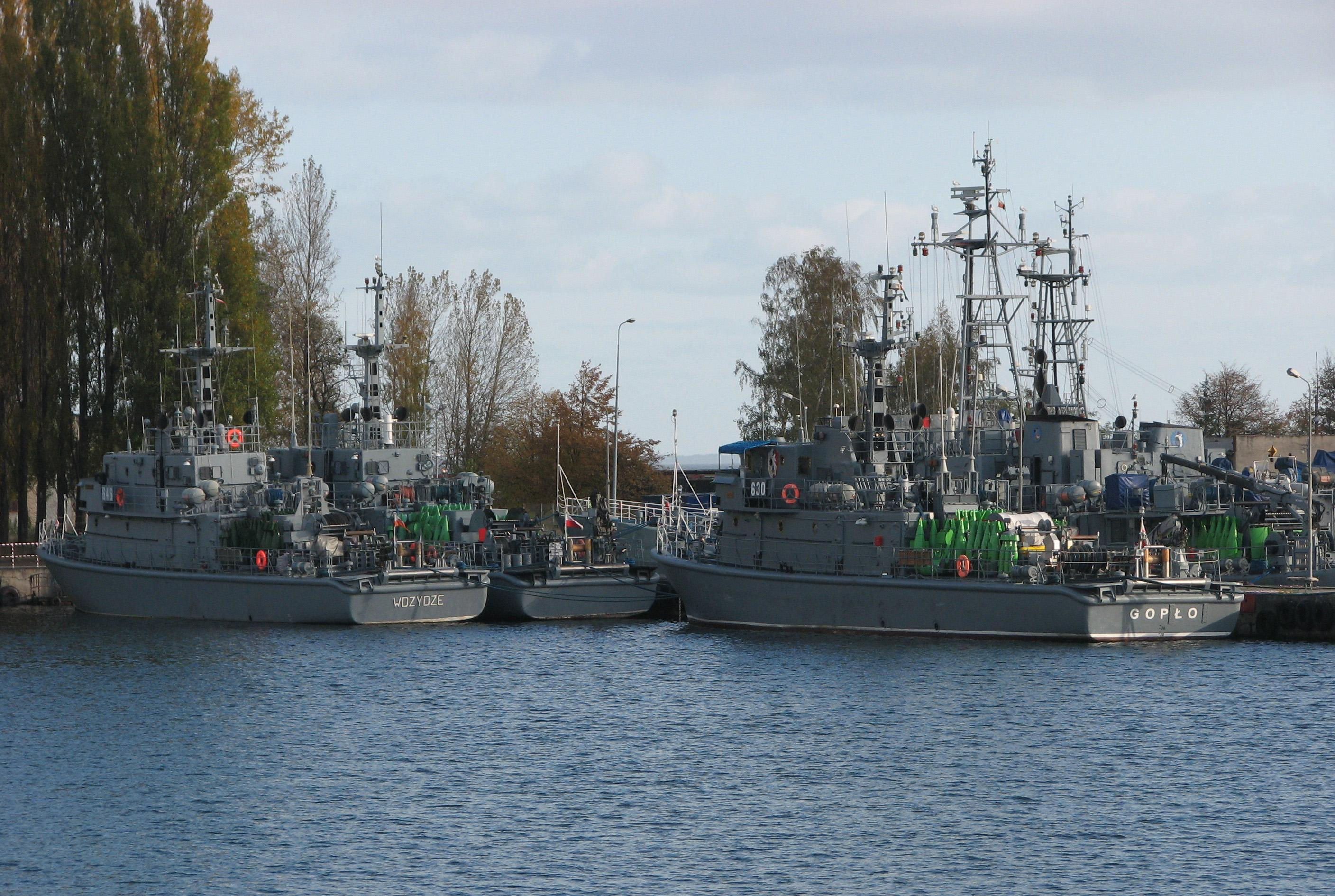
ORP Gopło wraz z innymi trałowcami typu 207

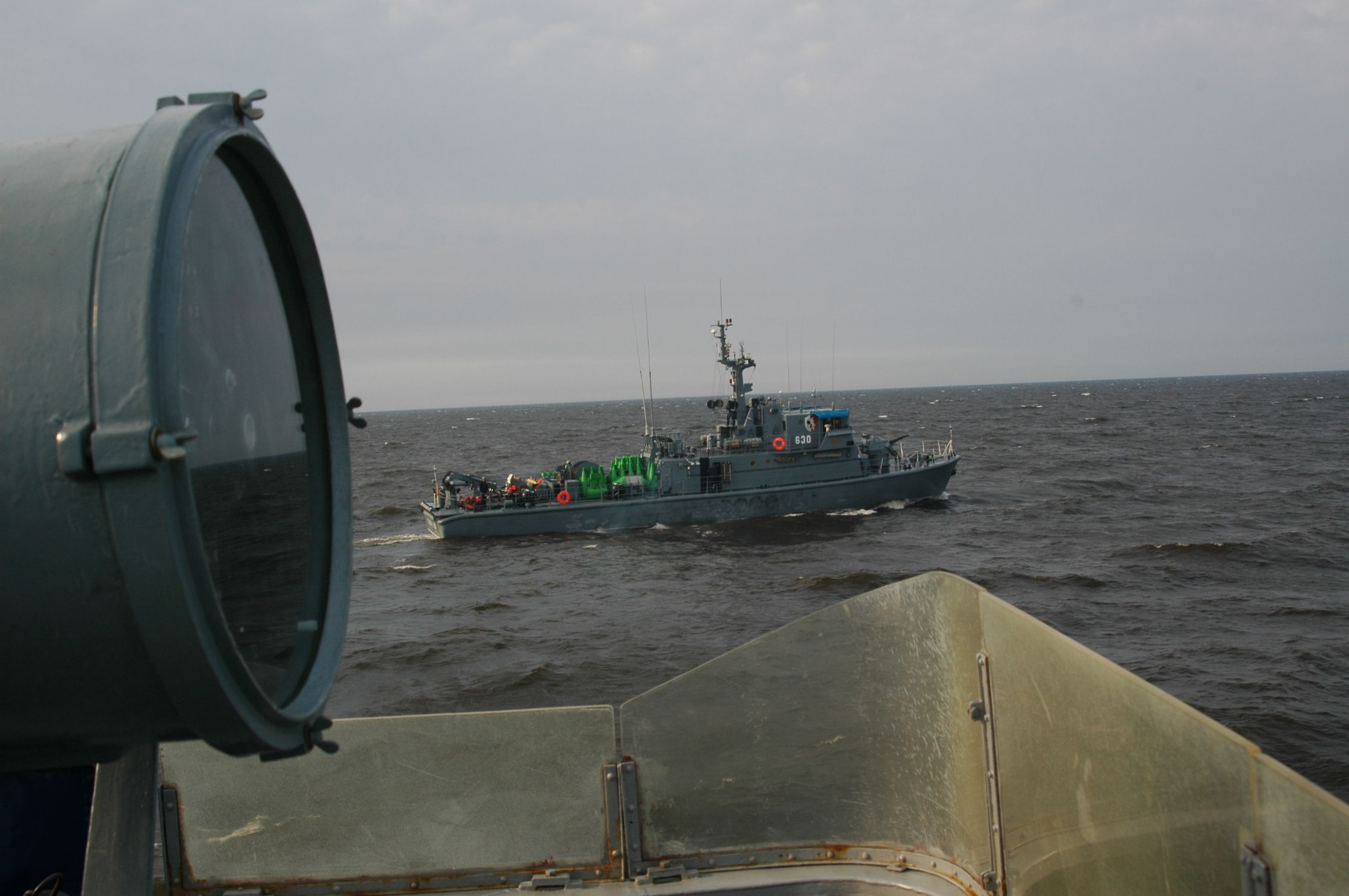
ORP Gopło podczas ćwiczeń na Bałtyku (2007)

ORP Gopło (630) – polski okręt zbudowany w Stoczni Marynarki Wojennej w 1981 roku jako jednostka prototypowa i zarazem doświadczalna, pierwsza z siedemnastu trałowców redowych projektu 207. Okręt służy w 13 Dywizjonie Trałowców, należącym do 8 Flotylli Obrony Wybrzeża.

## Projekt i budowa
Prace koncepcyjne nad małomagnetycznym trałowcem rozpoczęły się w Dowództwie Marynarki Wojennej pod koniec lat 60. XX wieku. Według przyjętych w 1968 roku założeń okręty miały mieć drewniane kadłuby, podobnie jak w przyjętych jako wzorcowe amerykańskich trałowcach typu Bluebird oraz brytyjskich trałowcach typu Ton i Ham. Wkrótce podjęto jednak decyzję o wykorzystaniu do budowy kadłuba tworzyw sztucznych – laminatów poliestrowo-szklanych. Jednostki miały być zdolne do prowadzenia trałowań kontaktowych i niekontaktowych na wodach przybrzeżnych i otwartych Bałtyku i Morza Północnego, a także do stawiania niewielkich zagród minowych i zwalczania okrętów podwodnych.
Projektowanie nowego typu trałowców redowych rozpoczęto w 1970 roku w Biurze Projektowo-Konstrukcyjnym Stoczni Północnej i jednocześnie w Biurze Projektowym Stoczni Marynarki Wojennej. Głównym konstruktorem okrętów (pod jawnym kryptonimem „Indyk” i numerem projektu 207) był mgr inż. Roman Kraszewski, a następnie mgr inż. Janusz Jasiński, zaś nadzór wojskowy nad budową sprawował kmdr Kazimierz Perzanowski. Trudność budowy dużego kadłuba z laminatów spowodowała, że musiano nawiązać współpracę z Instytutem Budowy Okrętów w Zagrzebiu oraz wykonać pełnowymiarowy model części kadłuba trałowca – blok doświadczalny składający się z dwóch przedziałów wodoszczelnych z zainstalowanym silnikiem głównym, zespołem prądotwórczym wraz z koniecznymi instalacjami i wyposażeniem (żurawik, relingi, włazy, tory minowe itp.). W drugiej połowie lat 70., przy pomocy jugosłowiańskich specjalistów i sprzętu, na bloku przeprowadzono badania wytrzymałości kadłuba na wybuchy podwodne i określono wielkości pól fizycznych emitowanych przez urządzenia okrętowe. W 1979 roku przystąpiono do budowy jednostki doświadczalnej projektu 207D, czyli przyszłego „Gopła”. Okręt zwodowany został 16 kwietnia 1981 roku.
ORP „Gopło” jest trałowcem redowym projektu 207DM (DM – Doświadczalny Modernizowany) zbudowany przez Stocznię Marynarki Wojennej w Gdyni, jako prototypowa jednostka trałowców projektu 207, służących do poszukiwania i niszczenia min kontaktowych i niekontaktowych. Kadłub okrętu jest wykonany z laminatu poliestrowo-szklanego.

## Służba
Banderę wojenną na okręcie podniesiono 13 marca 1982. Został on wcielony do 13 Dywizjonu Trałowców w Helu, gdzie pływał do 17 czerwca 1987. Następnie został przekazany do Dywizjonu Okrętów Badawczych w Gdyni. Podczas służby w tym dywizjonie ORP „Gopło” wykorzystywany był jako okręt doświadczalny, na pokładzie którego testowano nowe rodzaje uzbrojenia wprowadzone następnie na wyposażenie Polskiej Marynarki Wojennej. W 1984 roku brał udział w „wizycie przyjaźni” w Rostocku (NRD), wraz z okrętem szkolnym ORP „Gryf” i okrętem rakietowym ORP „Hutnik”. Po reorganizacji sił w Marynarce Wojennej od dnia 1 stycznia 1995 rozpoczął służbę w Dywizjonie Okrętów Szkolno-Badawczych w Gdyni.
W 1996 roku został skierowany do Stoczni Marynarki Wojennej celem dokonania gruntownej modernizacji, a następnie w dniu 1 lipca 1997 powrócił do służby w szeregach 13 Dywizjonu Trałowców w Helu, później w Gdyni. 11 lutego 1999 roku wraz z poławiaczem torped „K-8”brał udział w akcji neutralizacji dryfującej torpedy zauważonej w okolicy platformy wiertniczej Beta West. W listopadzie tego samego roku okręt brał udział w międzynarodowych manewrach BALTIC PORPOISE 99, wraz z trałowcem ORP „Śniardwy”, korwetą ORP „Kaszub” oraz okrętem podwodnym ORP „Wilk” na Bałtyku, zaś w grudniu tego samego roku, jednostka wzięła udział ćwiczeniu POLISH PASSEX 99, wraz z niszczycielem min ORP „Mewa”, trałowcem ORP Śniardwy oraz stałym zespołem NATO MCM FORNORTH.
W 2000 roku jednostka wzięła udział w międzynarodowych manewrach BLUE GAME 00, wraz z niszczycielem min ORP „Mewa” i trałowcem ORP „Śniardwy”. Od 6 do 7 lipca 2000 roku, okręt brał udział w polsko-niemieckich ćwiczeniach sił przeciwminowych, wraz z: niszczycielem min ORP „Czajka”, trałowcem ORP „Wigry”, okrętem ratowniczym ORP „Gniewko” i zbiornikowcem „Z-8”. W 2001 roku „Gopło” wziął udział w międzynarodowych ćwiczeniach SQUADEX 01. W 2002 roku okręt podniósł z wody, a następnie dostarczył do bazy na Helu szkolną minę morską, wyłowioną przez prowadzący połów kuter rybacki ZAG-21; w kwietniu 2003 jednostka reprezentowała Marynarkę Wojenną w ćwiczeniach MCM SQNEX, wraz z niszczycielem min ORP „Flaming” i trałowcem ORP „Wdzydze”.
W 2005 roku jednostka brała udział w kolejnej edycji ćwiczeń MCM SQNEX, wraz z ORP „Czajka” (okrętem flagowym ćwiczeń), ORP „Flaming” oraz trałowcem ORP „Śniardwy”, zaś w czerwcu tego samego roku jednostka wzięła udział w manewrach BALTOPS 05. 13 stycznia 2008 roku na pokładzie ORP „Gopło” został rozpoczęty XVI finał Wielkiej Orkiestry Świątecznej Pomocy.
W dniach 23-26 lipca 2010 okręt brał udział w obchodach Dnia Marynarki Wojennej Federacji Rosyjskiej w porcie w Bałtijsku (Obwód królewiecki).
9 lipca 2011 ORP „Gopło” wraz z grupą nurków oraz trałowcem ORP „Drużno”, przeprowadził operację wydobycia, dostarczenia na poligon morski, a następnie zniszczenia dwóch wykrytych na dnie Zatoki Pomorskiej niebezpiecznych obiektów, którymi były: brytyjska mina morska Mark VI oraz amerykańska bomba burząca AN-M65. Na pokładzie ORP „Gopło” ulokowano minę, natomiast na ORP „Drużno” bombę.
W 2011 roku jednostkę skierowano na kolejny remont, z którego powróciła w lipcu 2012. Przedział nawigacyjny okrętu został wyposażony między innymi w nowy radar nawigacyjny, mapy elektroniczne, a także w nowe stanowisko do prowadzenia nawigacji. Naprawiono główne uzbrojenie artyleryjskie okrętu, na rufie pojawiły się wciągarki trałowe. Jednostka otrzymała także nowe radiostacje, echosondę oraz łódź motorową na pokładzie rufowym. Główne silniki i agregaty prądotwórcze przeszły generalny remont, zainstalowano zaawansowany system sterowania silnikami i ich monitoringu. Okręt otrzymał także nowe śruby napędowe i trzony sterowe. We wrześniu 2012 okręt uczestniczył w krajowych manewrach ANAKONDA 12 na Morzu Bałtyckim.
Od 6 do 24 czerwca 2013 jednostka brała udział w międzynarodowych ćwiczeniach BALTOPS 13, wraz z trałowcami ORP „Mamry”, ORP „Wdzydze”, ORP „Gardno”, ORP „Bukowo”, ORP „Hańcza”, okrętem podwodnym ORP „Orzeł” oraz okrętem dowodzenia siłami przeciwminowymi ORP „Kontradmirał Xawery Czernicki”, który był w tym czasie okrętem flagowym zespołu SNMCMG 1. W 2014 roku załoga wraz okrętem znów reprezentowała Marynarkę Wojenną na kolejnej edycji manewrów BALTOPS 14, wraz z ORP „Flaming”, trałowcami ORP „Sarbsko”, ORP „Wicko” oraz okrętem podwodnym ORP „Sęp”.
W dniach 23-25 stycznia 2016 wraz z grupą nurków oraz niszczycielem min ORP „Flaming” i trałowcem ORP „Wdzydze”, okręt przeprowadził operację podniesienia, a następnie przeholowania w bezpieczne miejsce i zniszczenia niemieckiej miny dennej, która spoczywała w gdańskim kanale portowym, natomiast w 2018 roku ORP „Gopło” uczestniczył w akcji neutralizacji min morskich zalegających na dnie Zatoki Gdańskiej w rejonie Portu Gdynia. W 2019 roku jednostka neutralizowała brytyjską lotniczą minę morską typu Mark VI oraz niemiecką bombę głębinową typu DM, które znajdowały się na torze wodnym Szczecin-Świnoujście.

## Kolejni dowódcy okrętu
- por. mar. Jerzy Karpiński (13.03.1982 – 05.09.1983)
- por. mar. Bogusław Korczyński (23.12.1983 – 17.08.1985)
- por. mar. Andrzej Tamas (17.08.1985 – 29.06.1987)
- por. mar. Roman Lemiech (29.06.1987 – 03.07.1989)
- por. mar. Andrzej Kłoszewski (03.07.1989 – 30.06.1994)
- por. mar. Wojciech Gocek (30.06.1994 – 04.07.1997)
- por. mar. Aleksander Gierkowski (04.07.1997 – 27.10.1998)
- kpt. mar. Jarosław Handz (27.10.1998 – 01.01.2002)
- kpt. mar. Aleksander Gierkowski (01.01.2002 – 31.01.2007)
- kmdr ppor. Artur Rożek (01.08.2007 – 30.06.2014)
- kmdr ppor. Michał Dziugan (23.02.2015 – 29.07.2016
- kpt. mar. Robert Głowacki (29.07.2016 – 06.11.2017)
- kpt. mar. Tomasz Janczyński (06.11.2017 – 19.08.2018)
- kpt. mar. Bartosz Blaszke (od 1.10.2018)